# Брюссельская конференция КПГ
Брюссельская конференция КПГ (нем. Brüsseler Konferenz der KPD) — первая партийная конференция коммунистов Германии после прихода к власти национал-социалистов. Состоялась 3—15 октября 1935 года в Кунцеве под Москвой. В целях конспирации местом проведения указывалась бельгийская столица. Брюссельская конференция также часто именуется 13-м съездом КПГ. В работе конференции приняло участие 35 (по другим данным 38) членов партии и около 20 гостей съезда.
С отчётными докладами от ЦК КПГ выступили Вильгельм Пик и Вильгельм Флорин. На конференции также выступили с речью Вальтер Ульбрихт, Антон Аккерман и Франц Далем. Среди иностранных гостей партконференции находился член Исполнительного комитета Коммунистического интернационала и лидер Итальянской коммунистической партии Пальмиро Тольятти.
Коммунистам Германии предстояло выработать линию партии в сложившихся условиях. Сильная группа в руководстве КПГ (в частности, Далем и Флорин) считала, что политика партии до 1933 года была правильной и, следовательно, не нуждалась в изменениях. Ульбрихт, Пик и другие коммунисты предлагали пересмотреть имеющуюся стратегию и тактику КПГ в свете необходимости борьбы с фашизмом.
Следуя решениям Седьмого конгресса Коммунистического интернационала, конференция КПГ приняла решение о необходимости единства действий всего рабочего класса и антифашистского народного фронта и скорректировала свою политику. В первую очередь, изменения коснулись отношений с СДПГ, которую коммунисты до этого обвиняли в социал-фашизме и рассматривали как политического противника. Путь к свержению гитлеровской диктатуры, предотвращению войны и созданию свободной, демократической Германии был изложен в резолюции «Новый путь к совместной борьбе всех трудящихся за свержение гитлеровской диктатуры» и манифесте «К трудящемуся немецкому народу». Решения Брюссельской конференции легли в основу программы построения новой демократической республики, разработанной на Бернской конференции КПГ.
Эрнст Тельман был переизбран на посту председателя КПГ, а Вильгельму Пику было поручено исполнять его функции на время заключения Тельмана.